# Ренланд (полуостров)
Ренланд (гренл. Tuttut Nunaat; дат. Renland) — крупный полуостров на востоке Гренландии, который частично находится в муниципалитете Сермерсоок, а частично в Гренландском национальном парке. Название полуостров получил в честь оленей (Renland — букв. с датского «Земля оленей»), которые раньше встречались в этом районе, но исчезли примерно в начале XX века.

## География

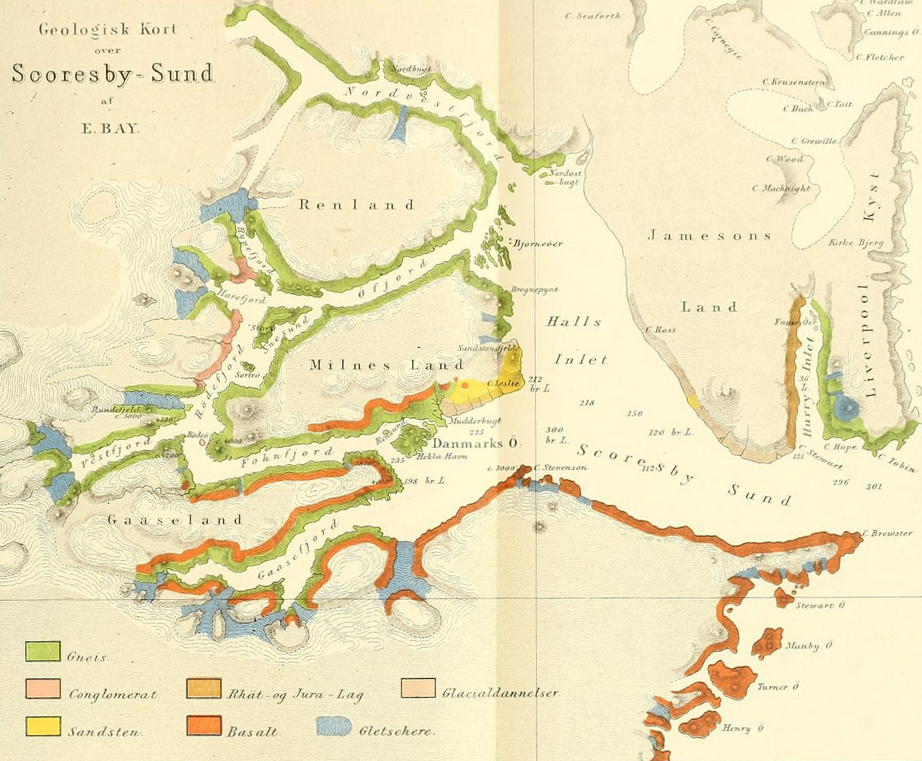
Историческая геологическая карта с полуостровом Ренланд (1896 г.)

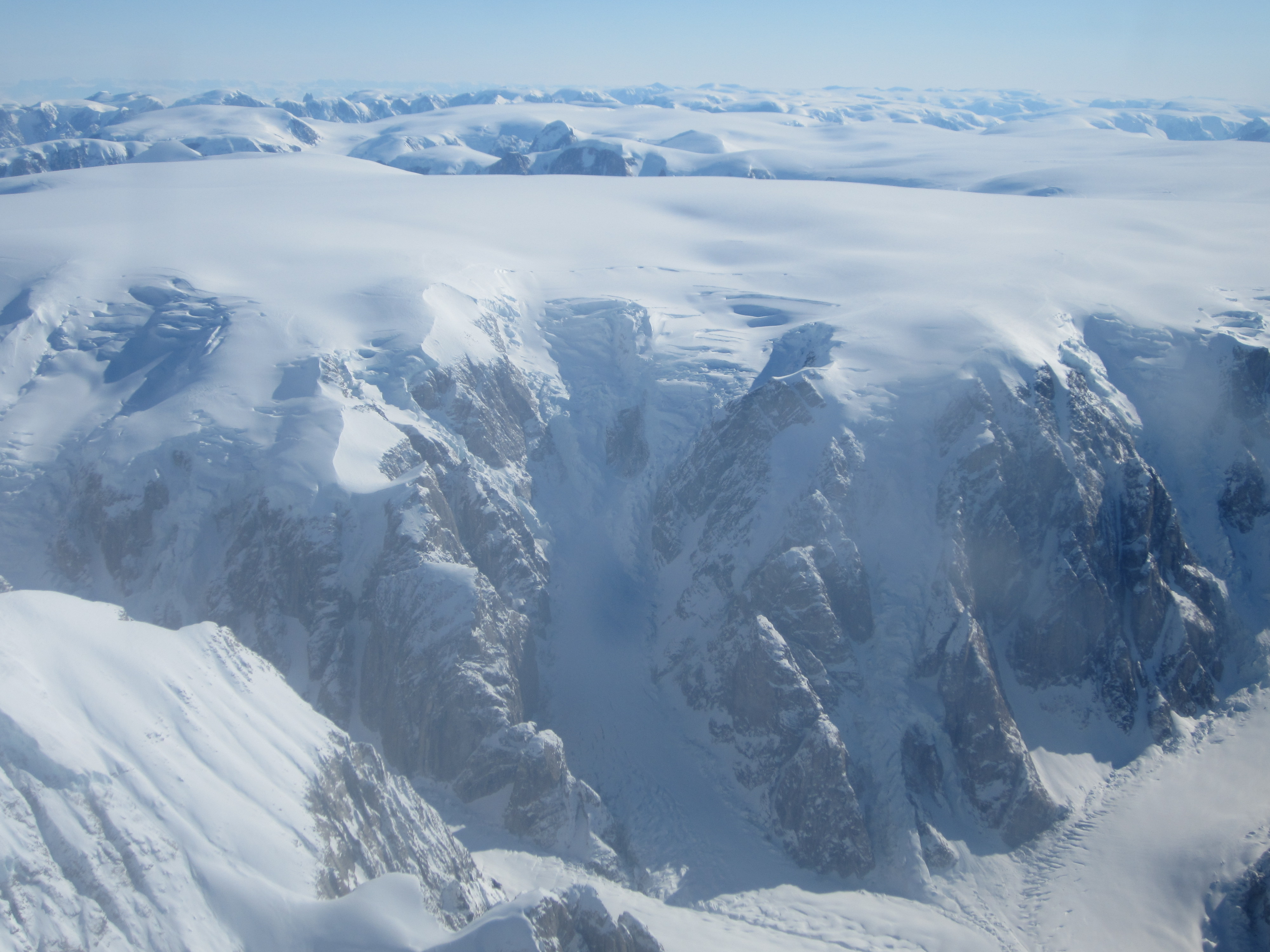
Ледовая шапка Ренланда

Полуостров Ренланд находится в восточной части Гренландии, на юго-западной стороне самого большого фьорда (фьордового комплекса) в мире — Кангертиттивака (гренл. Kangertittivaq). Наибольший размер в направлении с севера на юг около 62 км и около 88 км в направлении с востока на запад.
Ренланд окружен с севера и востока Нордвест-фьордом, на юго-востоке — Холл-Бреднингом, на юге — Ой-фьордом, на западе — Рипе-фьордом, а на северо-западе — заливом Эдварда. На западе полуостров примыкает к материку, а по ту сторону полуострова на других берегах Кангертиттивака лежат Nathorstland на севере, Scoresbyland на северо-востоке, Земля Джеймсона на востоке, Grabenland на юго-западе и Sørensenland на северо-западе, а за ним полуостров Hinksland. Острова Бьорне лежат у его восточного берега, а к югу за Ой-фьордом лежат острова Земля Милна и Сторой.
Полуостров покрыт небольшой ледяной шапкой, которая ограничена окружающим рельефом; восточная часть ледника достигает высоты 2340 м на вершине, где толщина его составляет почти 400 м, а скорость накопления примерно 0,5 м льда в год. В центре полуострова на высоком плато находится ледник Эдварда Бейли, а на северо-западной стороне ледник Сивсёстр выносит лед в залив Эдвардa. К западу от Ренланда ледник Айелсонг впадает в Рип-фьорд.
Рельеф в основном горный, при этом в центральной части полуострова горы достигают высоты более 2300 м. Пространства полуострова пустынны — покрыты ледниками, щебнем и обломками камней и гор. В южной части полуострова есть ледниковые озера, разделенные ледниковыми языками.

## Климат
Несмотря на близость к побережью, Ренланд имеет суровый арктический климат с очень холодными зимами и очень низкими максимальными температурами летом . Ледяной и снежный покровы в центре полуострова держатся весь год. Зимой полярная ночь. Температура понижается до −40 °C и ниже, дуют сильные ураганные ветры, часты бураны. Летом круглосуточное освещение, но тепла мало, почва не успевает полностью оттаять, a температура воздуха чуть выше 0 °С. Годовое количество осадков составляет от 210 до 350 мм.

## Флора и фауна
Арктическая пустыня в центральной части полуострова практически лишена растительности: почти нет высших растений, a лишайники и мхи не образуют сплошного покрова. Почвы арктические и тундровые-глеевые, маломощные, с пятнистым (островным) распространением в основном только под растительностью, которая имеется в прибрежной части полуострова и состоит главным образом из осок, некоторых злаков, лишайников и мхов.
Фауна Ренланда крайне бедная и характеризуется теми немногими видами, которые приспособились к суровому арктическому климату полуострова. После того, как примерно в 1900 году в Восточной Гренландии вымер северный олень, единственными обитающими здесь млекопитающими являются копытные лемминги (Dicrostonyx groenlandicus) и песец (Vulpes lagopus). Белые медведи (Ursus maritimus) встречается редко.

## Хозяйственное использование
Населенных пунктов или постоянного населения в Ренланде нет. Ближайшее поселение с постоянным населением это находящийся в 170 км к востоку город Иллоккортоормиут (530 жителей). В 150 км к северо-востоку на Земле Джеймсона находится ближайший аэропорт Нерлерит Инаат, иногда используемый для вертолетных полетов полуостров Ренланд.
Несмотря на труднодоступность региона, полуостров является популярным местом для экстремального альпинизма из-за крутых склонов, массивных скалистых утесов и неровных вершин.
Своеобразные физико-географические и климатические условия на ледяной шапке Ренланда идеально подходит для получения информации о климатических условиях Восточной Гренландии за последние 100 000 лет. Поэтому в 2015 году стартовал REnland Ice CAP (RECAP) — международный научный проект Дании, Германии и США заключающийся в получении и последующем изучении ледовых кернов из ледниковой шапки Ренланда с целью получения непрерывного голоценового профиля газов и химических примесей в атмосфере Гренландии.